# Trôs Marets
Le Trôs Marets est un ruisseau belge affluent de la Warche faisant partie du bassin versant de la Meuse. Il coule en province de Liège dans la commune de Malmedy faisant partie des Cantons de l'Est.

## Parcours
Ce ruisseau prend sa source dans la Fagne du Sotay  le long de la route nationale 68 Baraque Michel - Malmédy et suit la direction du sud. En pénétrant dans la forêt ardennaise, le ruisseau se transforme en torrent et se faufile entre d'imposants blocs de quartzite et de grès formant nombre de cascades et de cuves comme le Pouhon des Cuves. Le ruisseau se jette en rive droite de la Warche à Bévercé à une altitude de 353 m.
Le profil de ce ruisseau est particulier. Il est en effet l'un des rares de Belgique avec un cours torrentueux, avec notamment la Hoëgne ou le Ninglinspo.
Le cours supérieur du ruisseau fut en fait tardivement capté au détriment de l'Eau Rouge, ce qui causa et explique l'importante déclivité du cours du ruisseau, et génère d'autre part pour l'Eau Rouge une vallée d'une taille plus importante que ne le suppose l'importance du cours actuel de la rivière.